# آب‌انبار پائین بیلند
آب‌انبار پائین بیلند مربوط به دوره قاجار است و در شهرستان گناباد، بخش مرکزی، روستای بیلند واقع شده و این اثر در تاریخ ۱۰ دی ۱۳۸۱ با شمارهٔ ثبت ۶۷۳۰ به‌عنوان یکی از آثار ملی ایران به ثبت رسیده است.